# Simon Harris
Simon Harris, irski politik, * 17. oktober 1986.  
Je irski politik, med aprilom 2024 in januarjem 20205 je bil predsednik vlade Irske oz. taoiseach. Je član in predsednik desnosredinske stranke Fine Gael. Od leta 2011 je bil državni sekretar v volilni enoti Wicklow, od leta 2016 minister v irski vladi, med letoma 2014 in 2016 pa tudi državni minister.

## Mladost
Harris, rojen v Greystonesu v okrožju Wicklow, se je v politiko prvič vključil v najstniških letih. Na lokalnih volitvah leta 2009 je bil izvoljen v svet okrožja Wicklow, na splošnih volitvah leta 2011 pa je bil prvič izvoljen v irski parlament Dáil Éireann in s 24 leti postal najmlajši član parlamenta. 

## Državna politika
Leta 2014 je bil imenovan za državnega ministra na ministrstvu za finance, po oblikovanju manjšinske vlade Fine Gael leta 2016 pa za ministra za zdravje. Ob oblikovanju koalicijske vlade leta 2020 je bil imenovan za ministra za višje in visoko šolstvo, raziskave, inovacije in znanost. Od decembra 2022 do junija 2023 je na mestu ministra za pravosodje nadomeščal ministrico Helen McEntee, ki je imela porodniški dopust.

### Predsednik vlade
Po odstopu Lea Varadkarja marca 2024 je bil Harris kot edini kandidat izvoljen za predsednika stranke Fine Gael. S tem je bil 9. aprila 2024 imenovan tudi za na mesto Taoiseacha oz. predsednika vlade Irske. S 37 leti je postal najmlajši Taoiseach v zgodovini države. Na položaju je ostal do 23. januarja 2025, ko ga je nasledil Micheal Martin, Harris pa je postal zunanji minister in podpredsednik vlade.

## Osebno življenje
Leta 2017 se je Harris poročil s Caoimhe Wade, kardiološko medicinsko sestro. Poročila sta se v cerkvi svetega Patrika v Kilquadu. Imata hčer in sina. Harris boleha za Crohnovo boleznijo, vendar pravi, da le malo vpliva na njegovo vsakodnevno življenje.
Harris je najstarejši od treh bratov in sestra. Njegov brat je avtist in vodi dobrodelno organizacijo za pomoč pri avtizmu AsIAm, ki jo je Harris soustanovil.
Harris je znan po svoji prisotnosti na družabnih omrežjih, zlasti na TikToku, kjer je dobil vzdevek "TikTok Taoiseach". Instagram je uporabljal za prenose v živo kot minister za zdravje med pandemijo covida-19, kar je Irish Examiner navedel kot redko priložnost, ko je vladni minister odgovarjal na vprašanja splošne javnosti.